# Farkaševec Samoborski
Farkaševec Samoborski – wieś w Chorwacji, w żupanii zagrzebskiej, w mieście Samobor. W 2011 roku liczyła 454 mieszkańców.